# Майнверк
Майнверк (на немски: Meinwerk; * ок. 975, вероятно в Ренкум, Нидерландия, † 5 юни 1036, Падерборн) е от 1009 до 1036 г. епископ на Падерборн.

## Произход
Майнверк произлиза от богатата и знатна саксонска благородническа фамилия Имединги. Той е син на граф Имед IV († 983) и Адела от Хамаланд († 1021/1028, Кьолн), една от двете дъщери наследнички на граф Вихман от Хамаланд († 973) от фамилия Билунги и на Луитгард († 962) от Дом Фландрия, дъщеря на граф Арнулф I († 964). Майка му се омъжва втори път за Балдерих († 1021), граф на Дренте. Неговият по-голям брат е граф Дитрих, който е убит вероятно по нареждане на майка му през 1014 г. Неговата сестра или полусестра Света Емма († 3 декември 1038) е съпруга на граф Лютгер († 1011), син на херцог Херман Билунг.

## Духовна кариера
Майнверк е къснороден син и определен за духовник. Той посещава църковните училища в Халберщат и Хилдесхайм, където съученик му е по-късния крал и император Хайнрих II. След това той става каноник в катедралата на Халберщат. От 1001 г. той е каплан в двора на император Ото III. На 13 март 1009 г. в Пфалц цу Гослар е направен епископ от архиепископа на Майнц Св. Вилигис.
Майнверк има голямо наследство и заради връзката му с Хайнрих II той става през 1009 г. епископ на тогава бедната епископия Падерборн. Майнверк възстановява катедралата Падерборн (освещаване 1015), основава манастира Абдингхоф (1015) и Щифт Бусдорф в Падерборн с част от неговите средства. Като имперски княз той помага в императорската политика. Участва редовно на имперски събрания и епископски синоди и три пъти е в кралската свита до Рим, където участва в короноването на императорите Хайнрих II (1014) и Конрад II (1027). Императорите му благодарят за неговите услуги като редовно го посещават и му дават големи части от графствата на Хаолд II и Додико, след тяхната смърт през 1011 и 1020 г. Хайнрих II посещава Падерборн и тамошния Пфалц седем пъти, Конрад II е при него дори осем пъти най-вече при празници в Падерборн.
Майнверк умира малко след освещаването на основания от него манастир Бусдорф през май 1036 г. на 5 юни. Той е погребан първо в подарената от него през 1014 г. капела Абдинг. През 1810 г. саркофагът му е преместен в църквата Бусдорф. Майнверк се чества в католическата църква като блажен.
Животът на Майнверк е описан през 1165 г. в Италия от абат Конрад от Абдингхоф (1142 – 1173) във Vita Meinwerci episcopi Patherbrunnensis.

## Галерия
- Църквата Абдингхоф, Падерборн
- Църквата Бусдорф, Падерборн